# 韋雷姆亞
50°2′33″N 30°48′36″E / 50.04250°N 30.81000°E
韋雷姆亞（烏克蘭語：Верем'я）是位於烏克蘭北部的村莊，由基辅州奧布希夫區的烏克蘭卡市鎮負責管轄。該村面積2.78平方公里，海拔高度127米，2001年人口343，人口密度每平方公里123.38人。